# Бранкур, Карен
Карен Патрисия Бранкур (англ. Karen Patricia Brancourt; род. 15 марта 1962, неизвестно), в замужестве Поллок (англ. Pollock) — австралийская гребчиха, выступавшая за сборную Австралии по академической гребле в середине 1980-х годов. Бронзовая призёрка летних Олимпийских игр в Лос-Анджелесе.

## Биография
Карен Бранкур родилась 15 марта 1962 года.
Занималась академической греблей в клубе Torrens Rowing Club в городе Аделаида, штат Южная Австралия.
Пик её спортивной карьеры пришёлся на 1984 год, когда она вошла в основной состав австралийской национальной сборной и благодаря череде удачных выступлений удостоилась права защищать честь страны на летних Олимпийских играх в Лос-Анджелесе. В составе четырёхместного экипажа, куда также вошли гребчихи Робин Грей-Гарднер, Марго Фостер, Сьюзан Чепмен и рулевая Сьюзан Ли, финишировала в решающем заезде третьей позади экипажей из Румынии и Канады — тем самым завоевала бронзовую олимпийскую медаль. При всём при том, на этих соревнованиях из-за бойкота отсутствовали некоторое сильнейшие команды, такие как ГДР и СССР, и конкуренция была ниже.
После лос-анджелесской Олимпиады Бранкур больше не показывала сколько-нибудь значимых результатов на международной арене.